# Rots
Rots ist eine französische Gemeinde mit 2.541 Einwohnern (Stand: 1. Januar 2022) im Département Calvados in der Region Normandie liegt. Sie gehört zum Arrondissement Caen und zum Kanton Thue et Mue. Die Gemeinde hat 2.541 Einwohner (Stand: 1. Januar 2022), die Rotiers genannt werden.

## Gemeindegliederung
| Ortsteil                 | ehemaliger INSEE-Code | Fläche (km²) | Höhenlage (m) | Einwohnerzahl (2016) |
| ------------------------ | --------------------- | ------------ | ------------- | -------------------- |
| Lasson                   | 14356                 | 04,02        | 34–59         | .0562                |
| Rots (Verwaltungssitz)00 | 14543                 | 12,22        | 41–72         | 1446                 |
| Secqueville-en-Bessin    | 14670                 | 07,16        | 27–65         | .0400                |

## Geografie
Rots liegt etwa acht Kilometer westnordwestlich von Caen am Fluss Mue. Umgeben wird Rots von den Nachbargemeinden Cully, Le Fresne-Camilly und Thaon im Norden, Cairon und Rosel im Nordosten, Authie im Osten, Saint-Germain-la-Blanche-Herbe im Osten und Südosten, Carpiquet im Südosten, Saint-Manvieu-Norrey im Süden und Südwesten sowie Thue et Mue im Westen und Nordwesten.
Durch die Gemeinde führt die Route nationale 13.

## Bevölkerungsentwicklung
| Jahr      | 1962 | 1968 | 1975 | 1982 | 1990 | 1999 | 2008 | 2019 |
| Einwohner | 1339 | 1372 | 1537 | 1712 | 1912 | 2206 | 2375 | 2448 |

Quellen: Cassini und INSEE (Die Einwohnerzahlen wurden durch Addition der bis Ende 2015 selbständigen Gemeinden ermittelt.)

## Sehenswürdigkeiten
- Kirche Saint-Ouen, Monument historique
- Kapelle L'Ortial aus dem 13. Jahrhundert, Monument historique
- Schloss Rots aus dem 19. Jahrhundert
- Herrenhaus Saint-Ouen aus dem 15. Jahrhundert, Monument historique

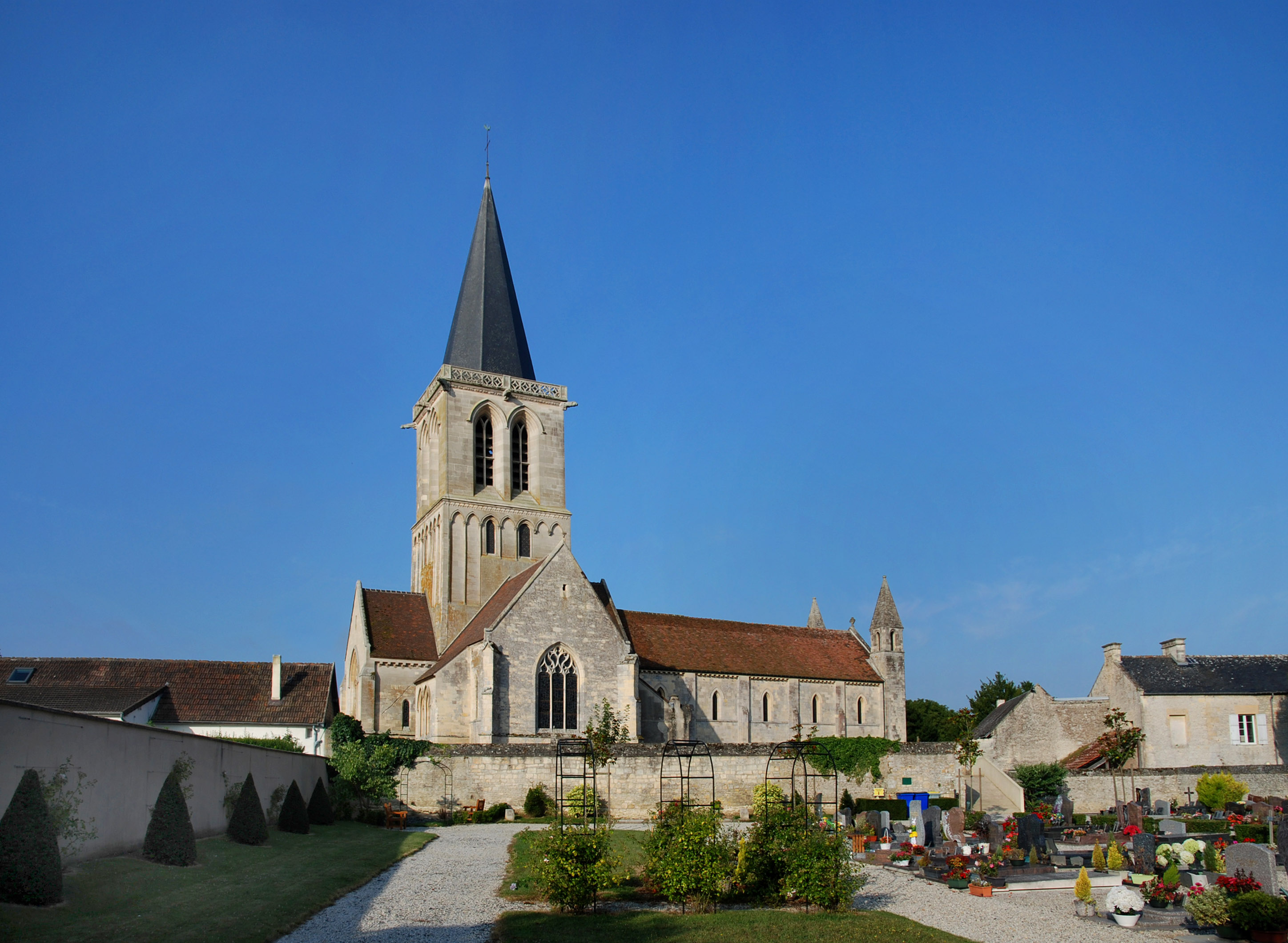
Kirche Saint-Ouen
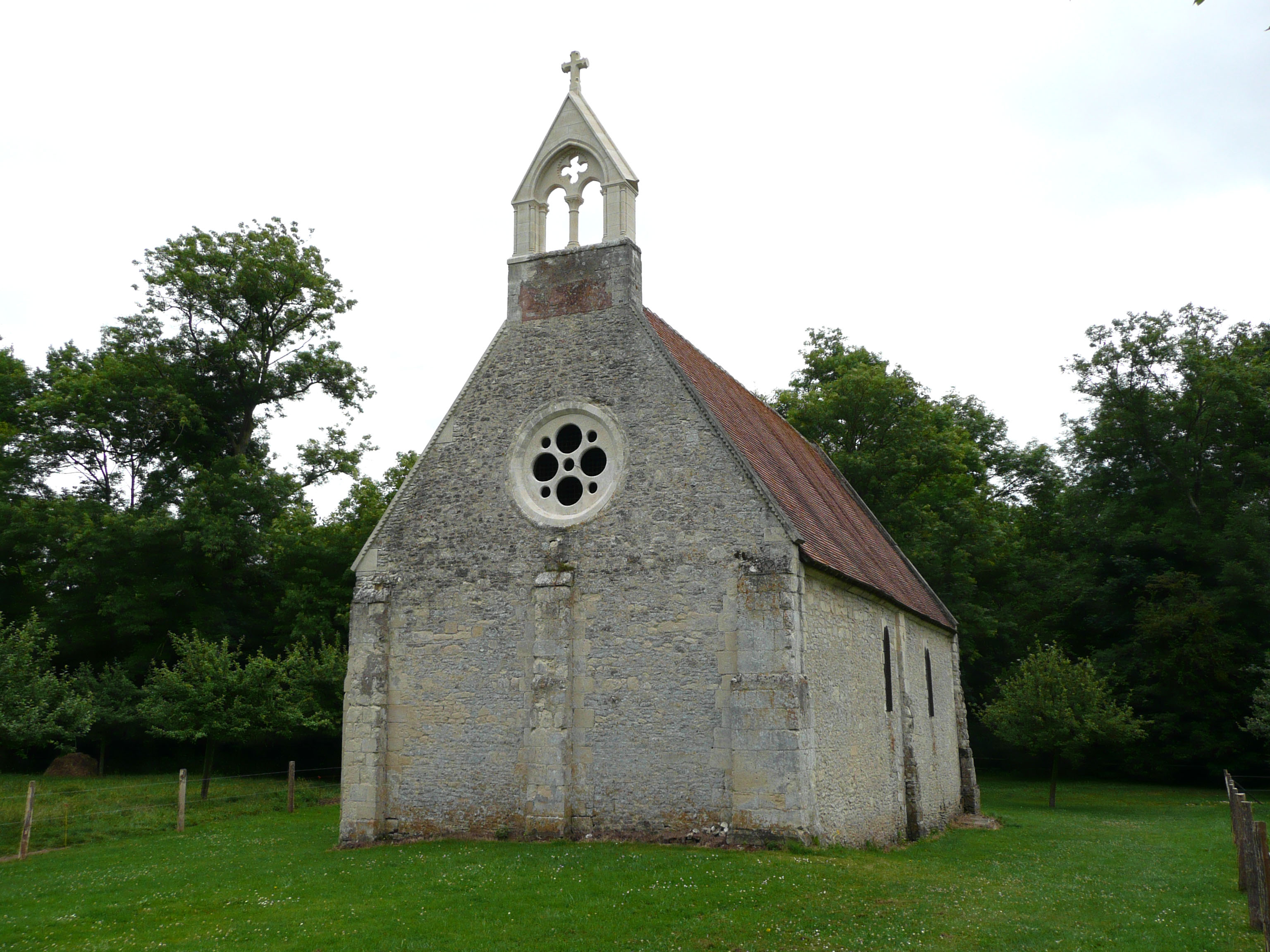
Kapelle L'Ortial
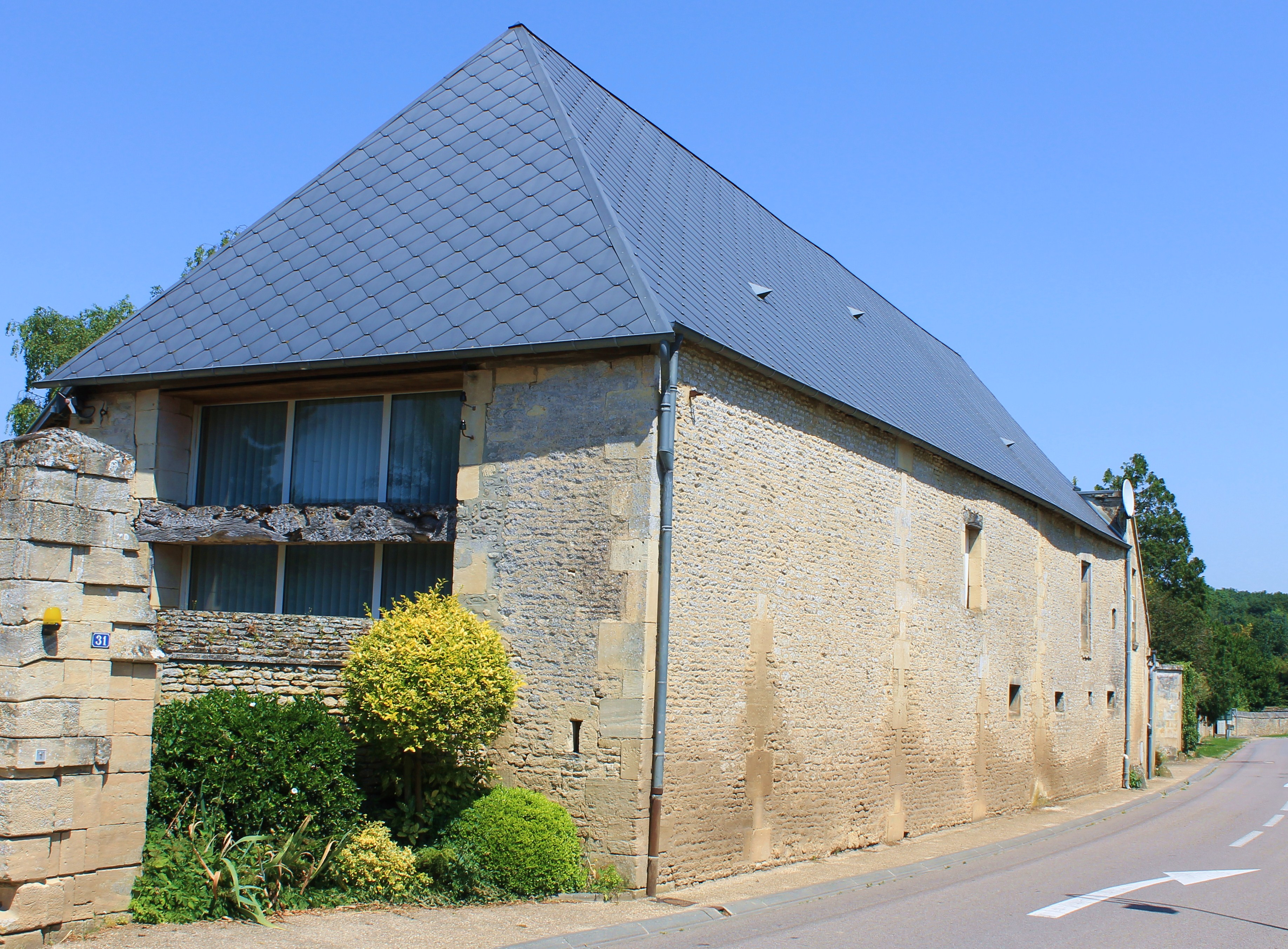
Zehntscheune des Herrenhauses Saint-Ouen

## Gemeindepartnerschaft
Mit der britischen Gemeinde Newton-Saint-Cyres in Devon (England) besteht seit 1992 eine Partnerschaft.